# Daniela Makulska
Daniela Makulska (ur. 28 listopada 1925 w Warszawie, zm. 13 sierpnia 1996 tamże) – polska aktorka teatralna, filmowa i telewizyjna.

## Życiorys
W latach 1952–1963 występowała na deskach Teatru Młodego Widza, przekształconego w 1957 w Teatr Rozmaitości we Wrocławiu (obecnie Wrocławski Teatr Współczesny). Następnie w latach 1963–1965 była aktorką Teatru Polskiego w Bydgoszczy, a w latach 1970–1983 aktorką Teatru Ziemi Mazowieckiej, przekształconego w międzyczasie w Teatr Popularny w Warszawie. Od 1985 występowała w stołecznym Teatrze Rozmaitości. Zmarła 13 sierpnia 1996 w Warszawie i została pochowana na warszawskim cmentarzu Wolskim

## Filmografia i spektakle telewizyjne[2]
- 1966: Jegor Bułyczow i inni (spektakl telewizji)
- 1972: Czekanie (spektakl telewizji)
- 1974: Śpiąca królewna – królowa (spektakl telewizji)
- 1976: Polskie drogi odcinek: Lekcja geografii
- 1978: Okruch lustra
- 1984: Cień już niedaleko – sekretarka
- 1987: Jedenaste przykazanie
- 1988: Tym razem żegnaj na zawsze – kucharka (spektakl telewizji)
- 1989: Małżeństwo Marii Kowalskiej  – babcia (spektakl telewizji)